# Cubitus
Cubitus es una serie de cómic franco-belga creada por el historietista Dupa. Su protagonista del mismo nombre es un perro antropomorfo, que vive con su dueño Semaphore. Su nombre deriva del hueso del brazo humano.
En holandés se le llama Dommel, mientras que en castellano ha recibido diferentes nombres: Copito, Felpudo, Lanitas, Peluche y Gordi.

## Trayectoria
Cubitus apareció por primera vez en la revista Tintin el 16 de abril de 1968. La serie obtuvo una popularidad inmediata, y comenzó a recogerse en álbumes en 1972.
En España se publicó en 1977 con el nombre de Copito en la revista homónima de Editorial Bruguera. Tras su temprano cierre, pasó a "Zipi y Zape" y "Zipi y Zape Especial". Apareció también en "Tintín" con el nombre de Felpudo y en "Pulgarcito" (1981) con el nombre de "Lanitas".
En Argentina, durante 1982, se publicó con el nombre de "Redondus" en la revista Billiken.
En diciembre de 1989 Le Lombard le dedicó una revista propia, que sólo alcanzó 6 números.
Ediciones B lo incluyó en "Yo y Yo" segunda época (1990), con el nombre de Peluche.
En 2005, la serie fue relanzada por el guionista Pierre Aucaigne y el dibujante Michel Rodrigue con el título Les nouvelles aventures de Cubitus.

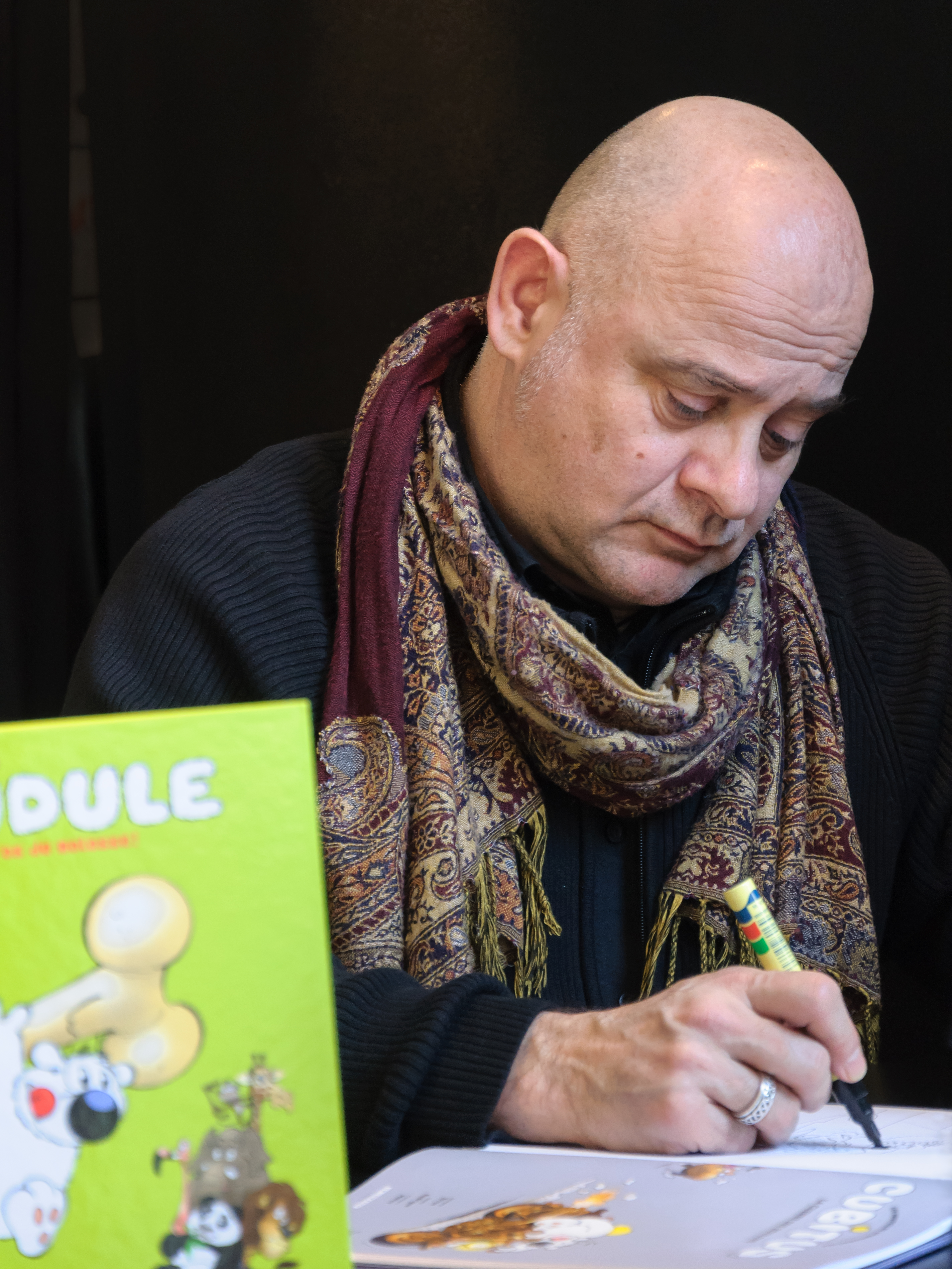
M. Rodrigue firma ejemplares en la edición del 2013 de Angulema

## Argumento
La serie narra las aventuras de Cubitus, un perro grande, blanco y amistoso, dotado con la facultad de hablar. Vive en una casa de las afueras con su amo, Sémaphore, un marinero jubilado, junto a Sénéchal, el gato blanco y negro que es el enemigo natural de Cubitus. 
La gran mayoría de las publicaciones de álbumes recogen gags de una sola página, pero unos pocos reúnen colecciones de historias más cortas o, en raros casos, una historia larga a lo largo de todo el álbum. Algunos de los álbumes de gags sueltos o de recopilaciones de historias cortas son temáticos, por ejemplo en "Cubitus illustre ses ancêtres" se revisa la historia de la humanidad, "L'ami ne fait pas le moine" es un pastiche de los autores de la revista Tintín o Les enquêtes de l'inspecteur Cubitus donde es un inspector de policía ficticio.  

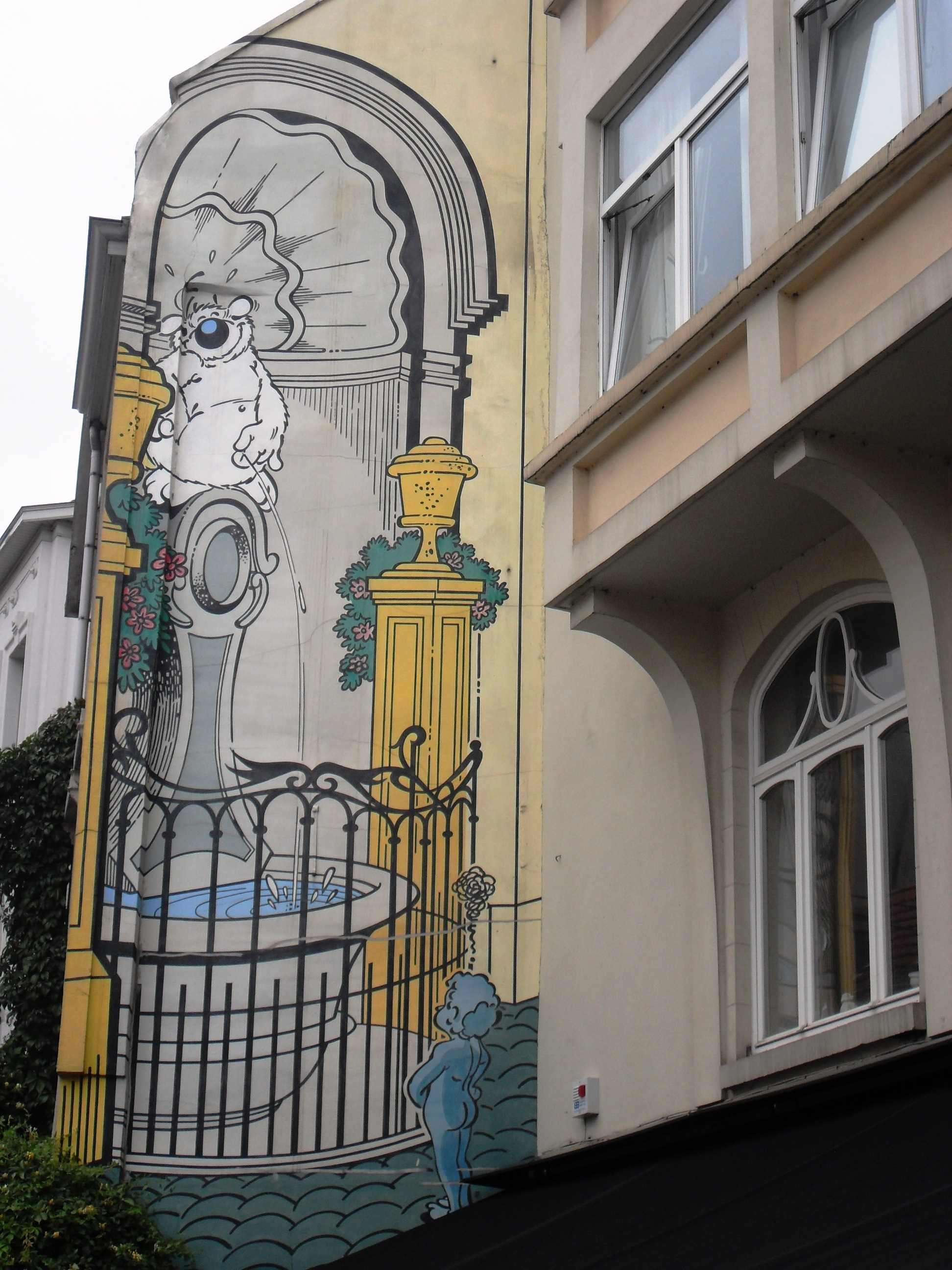
Mural en Bruselas, donde también está el Manneken Pis.